# Sitaniec
Sitaniec – wieś w Polsce położona w województwie lubelskim, w powiecie zamojskim, w gminie Zamość.
| SIMC    | Nazwa               | Rodzaj    |
| ------- | ------------------- | --------- |
| 0906574 | Błonie              | część wsi |
| 0906580 | Górny Śląsk         | część wsi |
| 0906597 | Sitaniec Poduchowny | część wsi |
| 0906605 | Zacmentarna         | część wsi |

Przez miejscowość przepływa niewielka rzeka Czarny Potok, dopływ Łabuńki. Miejscowość graniczy z miastem Zamość. Biegną tędy drogi: krajowa nr  oraz wojewódzka nr .
Wieś jest sołectwem w gminie Zamość. Według Narodowego Spisu Powszechnego z roku 2011 wieś liczyła 1737 mieszkańców.
Wieś jest siedzibą rzymskokatolickiej parafii św. Bartłomieja Apostoła w Sitańcu.

## Historia
Wieś z rodowodem sięgającym XIV wieku, wzmiankowana w roku 1402 w akcie rozgraniczenia z Chomęciskami. W roku 1420 dziedzicem Sitańca był Wojciech Sitański (Wojciech „Wosza” „de Sythenec” Sitański), sędzia ziemski chełmski. Ściborowie-Sitańscy (zwani także Sicieńskimi) posiadali tu dziedzictwo do lat 1583-1584, w tym bowiem okresie Stanisław i Marek Ściborowie-Sitańscy sprzedali działy wsi kanclerzowi Janowi Zamoyskiemu. W 1589 roku wieś włączono do ordynacji, w której stała się siedzibą rozległego klucza dóbr.
W 1880 roku wieś liczyła 8 domów dworskich i 57 chłopskich z 736 mieszkańcami, w tym 31 unitami (prawosławnymi). Według spisu z roku 1921, Sitaniec – wówczas wieś w gminie Wysokie, wykazał 166 domów oraz 1147 mieszkańców, w tym 24 Żydów i 53 Ukraińców.
W ramach Akcji Zamość 6 grudnia 1942 roku wieś została wysiedlona. Mieszkańców przewieziono do obozu przejściowego w Zamościu, a część, to jest 370 osób wywieziono do Oświęcimia.
W latach 1975–1998 miejscowość administracyjnie należała do województwa zamojskiego.

### Kościół
Znajduje się tu kościół pw. św. Bartłomieja Apostoła, wybudowany w latach 1907–1913, ufundowany przez Maurycego Zamoyskiego oraz zabytkowa dzwonnica, która wcześniej służyła drewnianemu kościołowi, który spłonął w czasie I wojny światowej. Przy starym kościele usytuowany był cmentarz. Dziś na miejscu kościoła i cmentarza stoi klasztor sióstr klarysek oraz przykościelna plebania. Kościół jest trójnawową świątynią w stylu neoromańskim. Podczas wycofywania się z tego terenu Rosjan, w 1915 roku, kościół został poważnie uszkodzony wskutek eksplozji ładunku wybuchowego. Zniszczeniu uległy wówczas zgromadzone wewnątrz stare księgi kościelne.

## Sport i oświata
W Sitańcu działa Zespół Szkół im. Dzieci Zamojszczyzny, którego dyrektorem jest Jacek Szuba.
W szkole funkcjonuje klub sportowy „Gladiator”, gdzie młodzi sportowcy trenują mało znaną dyscyplinę, jaką są biegi na radioorientację sportową.
Na swoim koncie zawodnicy mają udział w zawodach na szczeblu okręgowym, krajowym, jak i międzynarodowym.
Klub jest też organizatorem imprez sportowych (Puchar Roztocza, Długodystansowe Mistrzostwa Polski w RS), skierowanych do grona biegaczy z kraju, jak i zagranicy.
W miejscowości działa również Koło Gospodyń wiejskich pod nazwą „Sitanianki”. Koło powstało w 1977 roku, w międzyczasie zostało przekształcone w ludowy zespół śpiewaczy. Członkowie zespołu zdobywają popularność biorąc udział w wielu uroczystościach, przeglądach i festiwalach o tematyce folklorystycznej.